# Ozodiceromya parargentifera
Ozodiceromya parargentifera är en tvåvingeart som beskrevs av Stephen D. Gaimari och Irwin 2000. Ozodiceromya parargentifera ingår i släktet Ozodiceromya och familjen stilettflugor. Inga underarter finns listade i Catalogue of Life.